# Ilyarachna crozetensis
Ilyarachna crozetensis är en kräftdjursart som beskrevs av Brian Frederick Kensley1980. Ilyarachna crozetensis ingår i släktet Ilyarachna och familjen Munnopsidae. Inga underarter finns listade i Catalogue of Life.